# Downieville
Downieville är administrativ huvudort i Sierra County i Kalifornien. Vid 2010 års folkräkning hade Downieville 282 invånare.

## Galleri

Downieville, 1934.
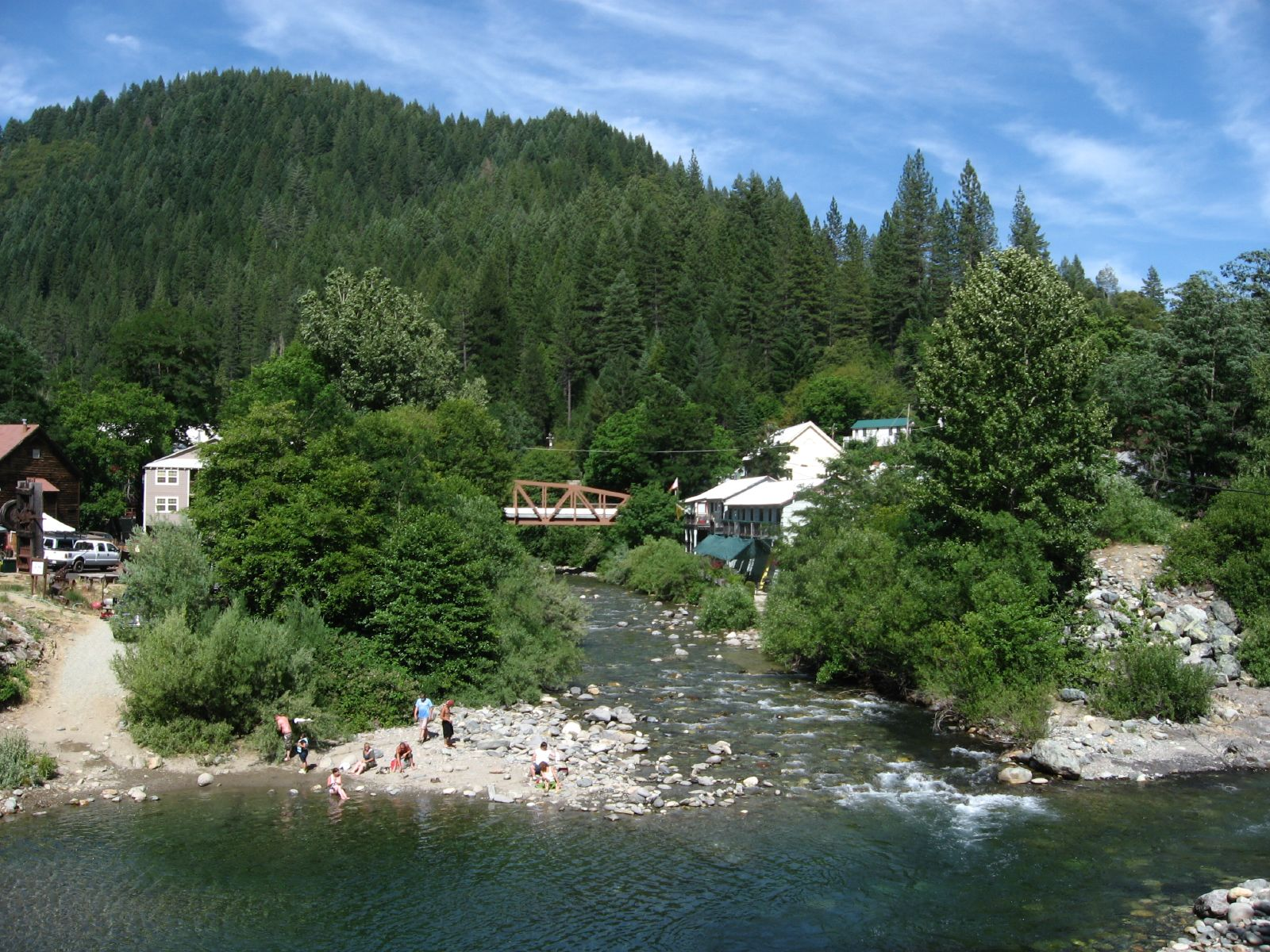
Downieville, 2007.
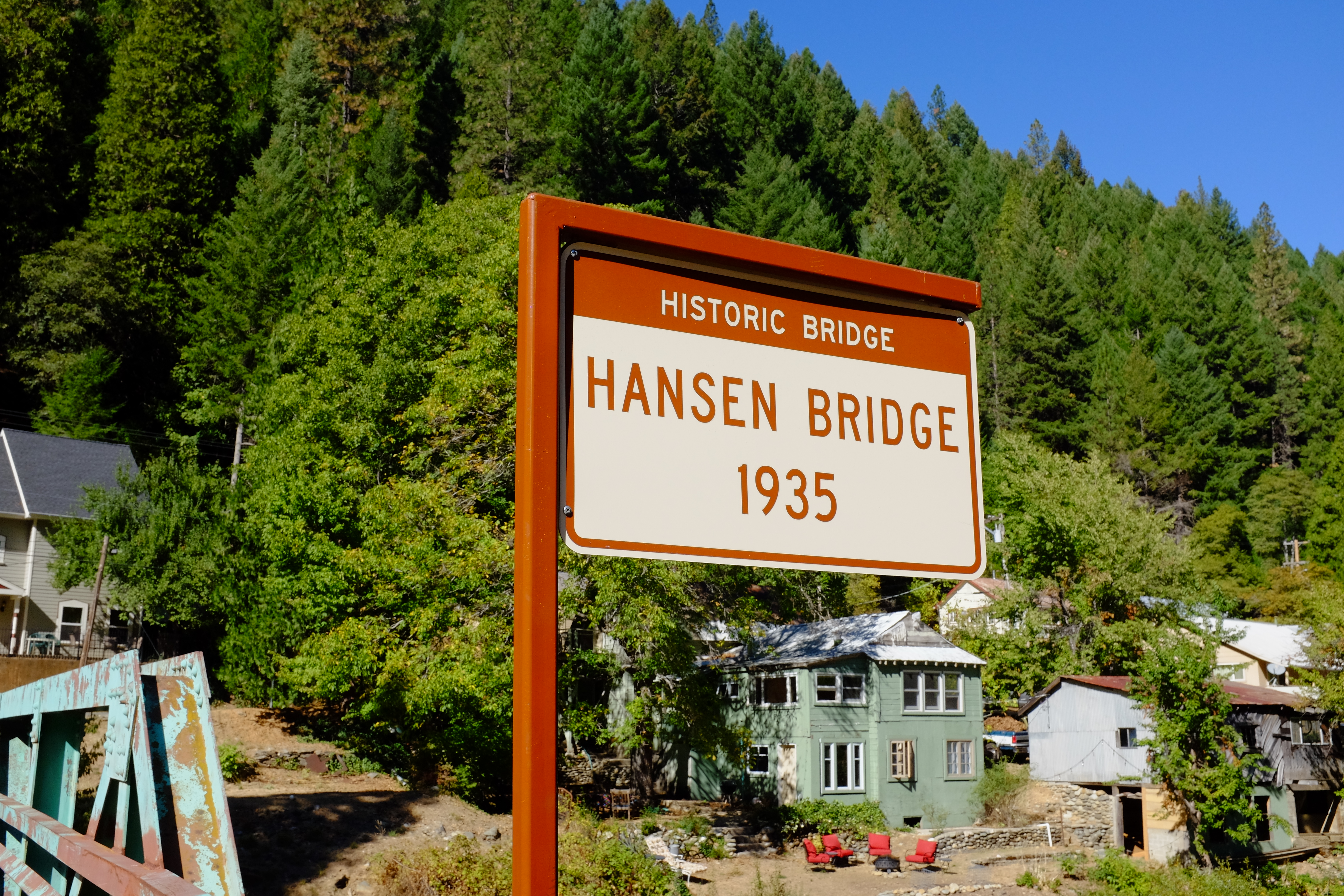
Hansen Bridge, 2018.
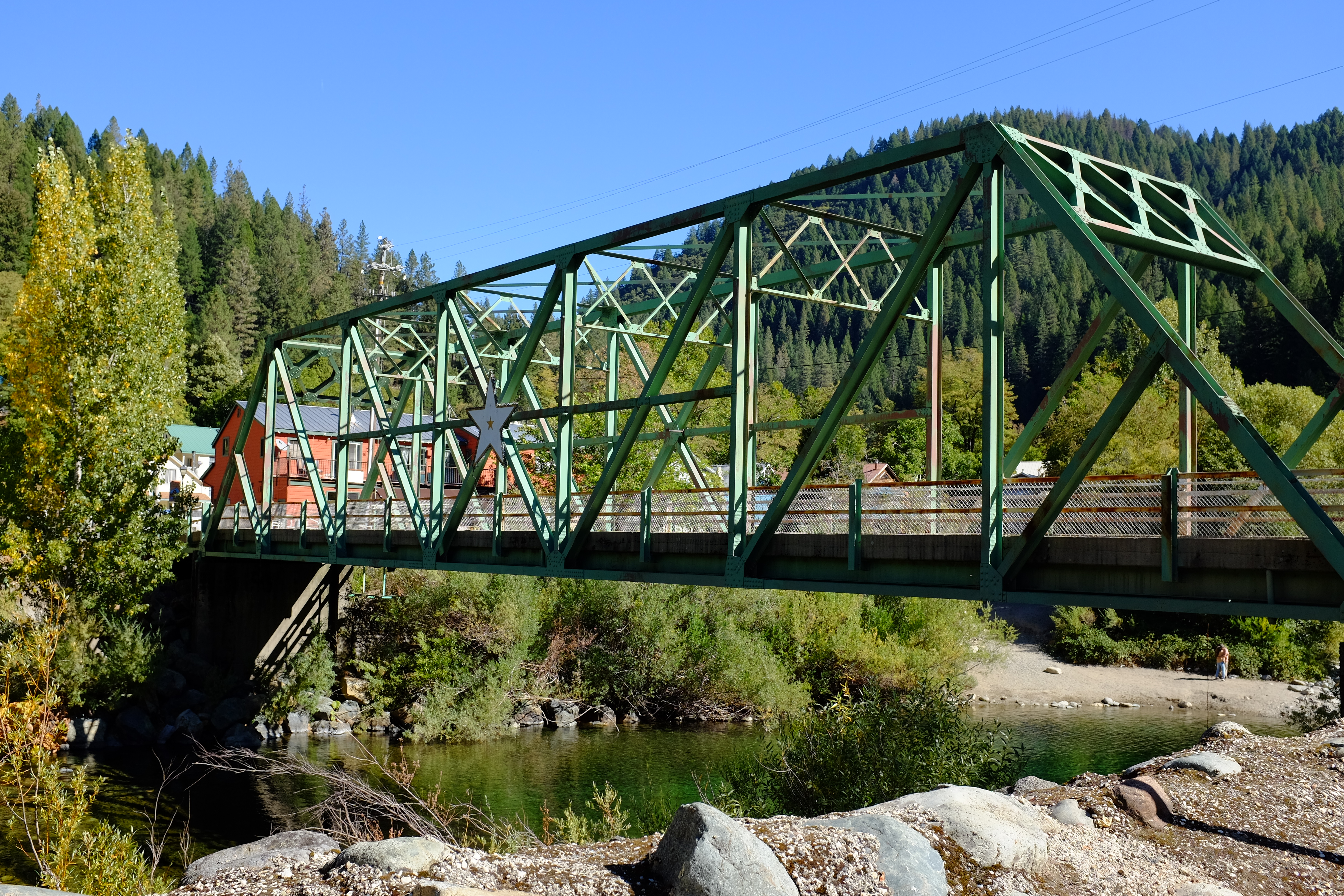
Durgan Bridge, 2018.
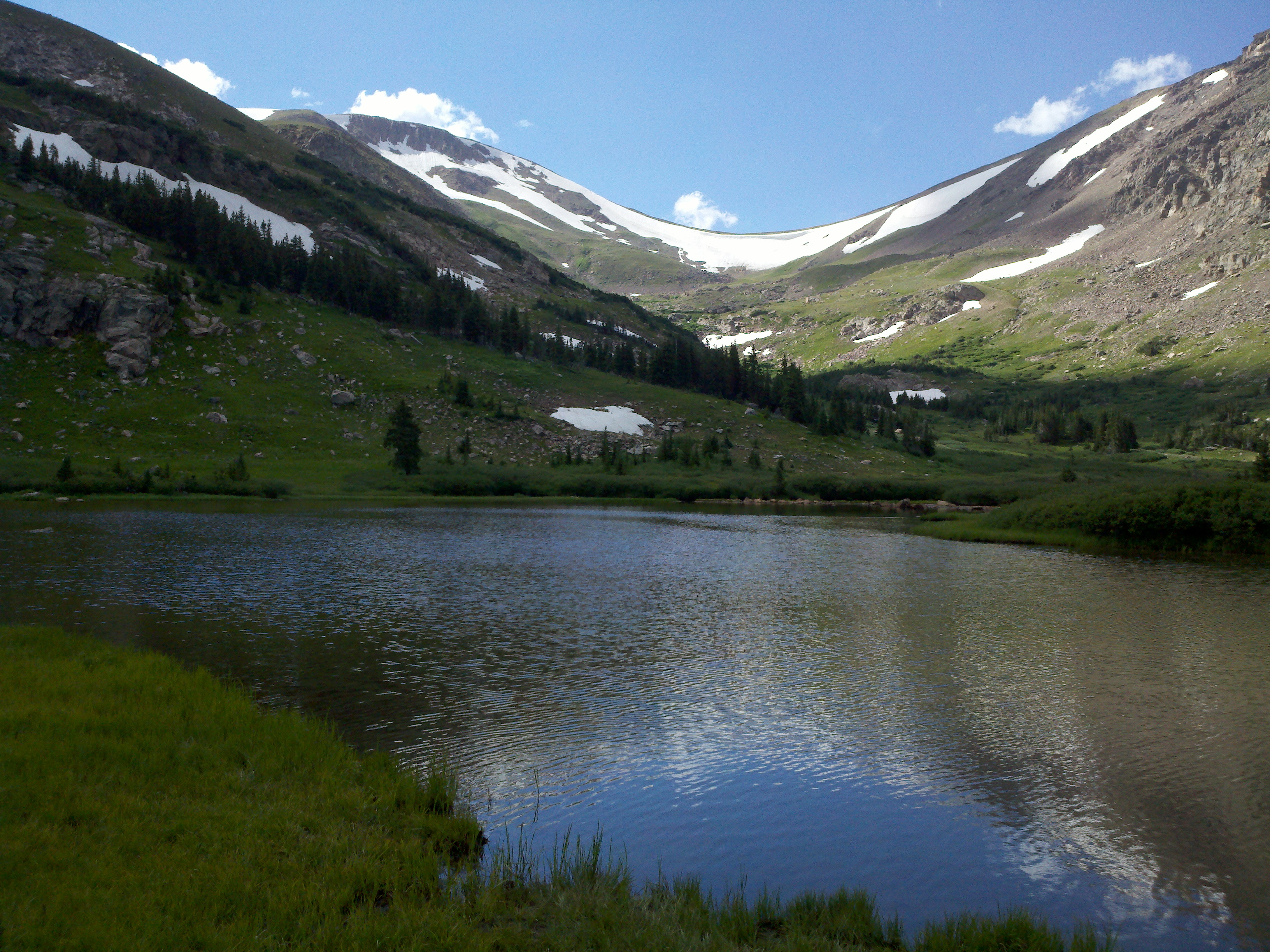
Bill Moore Lake, 2011.
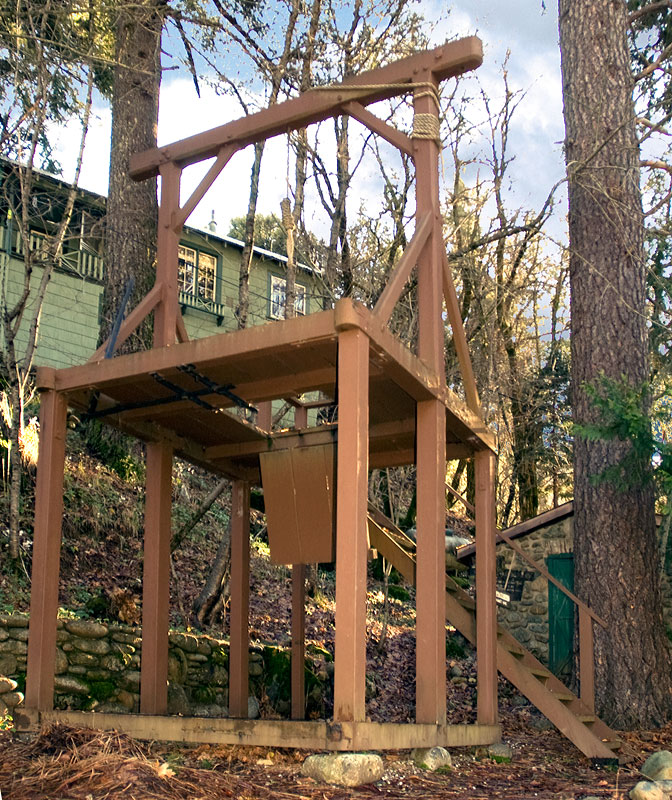
Sierra County Sheriff's Galge, 2005.